# Население Габона

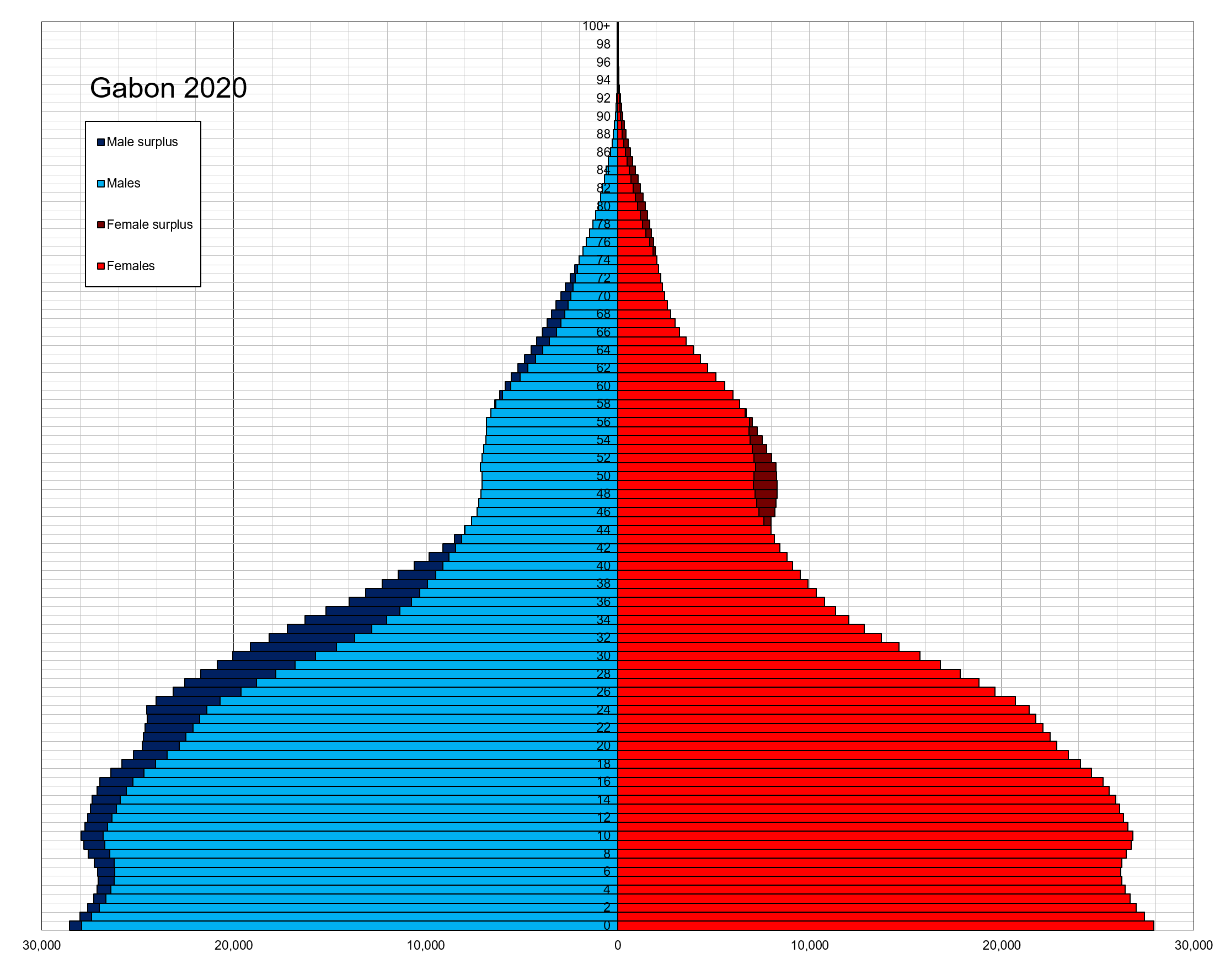
Возрастно-половая пирамида населения Габона на 2020 год

Общая численность населения страны по оценке на июль 2009 года составляет 1,17 млн чел. По данным международной организации франкоязычных стран (МОФ) на 2018 год 66 % населения Габона владеет французским языком. Средняя ожидаемая продолжительность жизни — 53,11 лет (мужчины — 52,19 лет, женщины — 54,05). Плотность населения, по данным за 2007 год, составляла 5,4 чел./км². Заражённость вирусом иммунодефицита (ВИЧ) — 5,9 % (оценка 2007 года).

## Население Габона
| Год            | Население |
| -------------- | --------- |
| 1000           | 300 000   |
| 1500           | 300 000   |
| 1700           | 168 000   |
| 1750           | 171 000   |
| 1800           | 173 000   |
| 1850           | 180 000   |
| 1900           | 216 000   |
| 1910           | 226 000   |
| 1920           | 271 000   |
| 1930           | 326 000   |
| 1940           | 391 000   |
| 1950           | 461 000   |
| 1960           | 472 000   |
| 1970           | 950 000   |
| 1980           | 1 300 200 |
| 1990           | 1 146 000 |
| 2000           | 1 206 500 |
| 2010           | 1 822 800 |
| 2100 (прогноз) | 5 900 000 |

## 3 крупнейших города (2010)
1. Либревиль — 753 000 человек.
2. Порт-Жантиль — 142 000 человек.
3. Франсвиль — 56 000 человек.